# Great Balls of Fire – Jerry Lee Lewis – Ein Leben für den Rock’n’Roll
Great Balls of Fire – Jerry Lee Lewis – Ein Leben für den Rock’n’Roll (Originaltitel: Great Balls of Fire!) ist eine US-amerikanische Filmbiografie aus dem Jahr 1989. Die Regie führte Jim McBride, das Drehbuch schrieben Jack Baran und Jim McBride anhand eines Buches von Myra Lewis und Murray Silver Jr. Die Hauptrollen spielten Dennis Quaid und Winona Ryder.

## Handlung
Jerry Lee Lewis wächst in den 1940er Jahren in Louisiana auf, wo er sich heimlich in von Schwarzen besuchte Kaschemmen stiehlt, um deren Musik zu hören. Als junger Mann zieht er zu seinem religiösen Cousin, um in der Großstadt Karriere zu machen. Mit Crazy Arms landet er einen ersten Hit. In der zweiten Hälfte der 1950er Jahre ist er ein bekannter Musiker. Sein Song Great Balls of Fire erreicht immer höhere Plätze der Chartlisten. Als er einen Scheck über 40.000 US-Dollar bekommt, denkt er im ersten Augenblick, es wären 4000 Dollar – was ihm bereits als eine sehr hohe Geldsumme vorkommt. Die weiblichen Fans kreischen und jubeln.
Lewis verbringt immer mehr Zeit mit seiner Cousine Myra Gale Lewis, die erst 13 Jahre alt ist. Als er sie nach der Schule abholt, tanzen die Schüler auf der Straße.
Lewis heiratet Myra heimlich. Als ihr Vater, ein Mitglied der Musikgruppe, von der Hochzeit erfährt, will er Lewis erschießen. Der Manager der Gruppe beruhigt ihn und weist auf die zu erwartenden hohen Einnahmen hin.
Die Gruppe kommt nach Großbritannien, Myra fliegt trotz Bedenken des Managers mit. Die Hochzeit soll zwar geheim gehalten werden, aber einer der Reporter findet Myras Rolle bereits auf dem Flughafen heraus. Die Lüge, sie sei 15 Jahre alt, hilft nicht und wird bald entlarvt. Das öffentliche Image des Musikers leidet, auf dem ersten Konzert wird er ausgebuht. Es wird über seine Ausweisung aus dem Vereinigten Königreich diskutiert. Lewis muss die Tour abbrechen.
In den Vereinigten Staaten wenden dieselben Schüler, die in einer früheren Szene auf der Straße getanzt haben, ihm den Rücken zu. Der nächste Song von Lewis verschwindet von der Hitliste. Der Sänger tritt vor einem kleineren Publikum auf, er trinkt viel Alkohol.
Lewis verbringt einen Abend nach dem Konzert mit einer Frau; gleichzeitig ruft er Myra an und beschuldigt sie, untreu zu sein. Er schlägt sie nach der Rückkehr. Als Lewis sich beruhigt, erfährt er, dass Myra schwanger ist. Am Ende des Filmes wird das Bild mit dem gemeinsamen Sohn gezeigt.
Ein Cousin von Lewis, Jimmy Swaggart, ist ein Prediger. Er ruft in einer Predigt auf, sich zwischen dem schnellen Geld und dem steinigen Weg für Gott zu entscheiden. Myra zeigt sich bewegt. Lewis sagt, er sei ein Musiker, der auch in der Hölle spielen könne und verlässt die Kirche. Myra folgt ihm.

## Kritiken
Roger Ebert kritisierte in der Chicago Sun-Times vom 30. Juni 1989, dass der Film kein echtes Bild des Musikers zeige. Er zitierte die Filmautoren, die sich „für die Legenden“ entschieden hätten. Die Szene, in der die früher auf den Straßen tanzenden Menschen Jerry Lee Lewis verurteilen, wirke „gezwungen“ und „falsch“. Ebert lobte die Darstellung von Dennis Quaid.
Das Lexikon des internationalen Films erwähnte die „rasante Schnittfolge“ und schrieb, der Film bemühe sich nicht um die „historische Wahrheit“. Die Darstellung von Dennis Quaid wurde als „dämonisch-brillant“ gelobt.

## Hintergründe
- Die Dreharbeiten fanden in Arkansas und in Memphis (Tennessee) statt. Der Film spielte in den Kinos der USA 13,741 Millionen US-Dollar ein.
- Der Soundtrack zum Film erschien am 8. Juni 1989. Er beinhaltet alle im Film vorkommenden Titel und ein Duett von Dennis Quaid und Jerry Lee Lewis.
- Winona Ryder gewann im Jahr 1990 den Young Artist Award.